# Битва при Самарре (1733)
Битва при Самарре — ключевое сражение Месопотамской кампании Надир-шаха, которое привело к снятию персами осады Багдада и сохранило Ирак под властью османов. Ожесточенная битва стоила обеим сторонам в совокупности около 50 000 жертв, потери заставили персов вывести оставшиеся войска из региона. Поражение в этой битве стало единственным крупным поражением Надир-шаха за всю его воинскую карьеру. За это унижение он отомстил турецкому генералу Топал-паше в битве при Киркуке.

## Осада Багдада и прибытие Топал-паши
Надир осаждал Багдад с могучей армией из 100 000 воинов. Построив осадные башни и оборудовав траншеи по всему периметру городских стен, он поместил Багдад в железное кольцо блокады, и турецкий гарнизон во главе с Ахмад-пашой стал размышлять о капитуляции. Уже когда начались переговоры, Ахмад-паша получил известие о том, что Стамбул выслал на помощь городу мощную армию во главе с бывшим визирем Топал Осман-пашой из 80000 солдат (в основном хорошо подготовленных янычар и сипахов) вместе с 80 пушками.
Топал-паша оказался совершенно иным противником, чем любой другой из тех, с кем Надиру приходилось сталкиваться, но Надир к тому времени не знал поражений на поле боя, так что, возможно, пришёл к убеждению в собственной непобедимости. Оставив под Багдадом 12000 солдат для продолжения осады, он отправился на север, в сторону Самарры, взяв с собой 70000 воинов и десятки пушек.

### Трудности осады
Надир предварительно попытался ускорить падение Багдада, перекрыв подачу в город пресной воды. Однако надежды на быструю сдачу не оправдались, хотя, по разным оценкам, около 60,000 гражданских лиц погибли во время блокады.
Персидская артиллерия оказалась бессильна против мощных городских стен: она включала в основном маневренные полевые орудия, а тяжёлая осадная артиллерия практически отсутствовала. Единственная надежда на захват города была основана на угрозе голода и возможного бунта горожан против Ахмад-паши, который, понимая, что потеря Багдада будет означать потерю всего эялета, намеревался держаться до конца.

### Топал Осман-паша
Род Топал Осман-паши происходил из Анатолии, но сам он родился и вырос на полуострове Пелопоннес. Он поступил на службу к султану в юности и в возрасте 24 лет дослужился до звания бейлербея. Позже он был отправлен в Египет, но его корабль был атакован в пути, и Топал был доставлен на Мальту в качестве заключенного. Он был выкуплен и освобожден, позже принимал участие в Прутской кампании, а также сыграл важную роль в войне с Венецией, за участие в которой был вознагражден титулом паши.
Топал в конце концов поднялся до ранга великого визиря Османской империи, хотя и занимал этот пост всего шесть месяцев и покинул его из-за политических интриг. К тому времени он был назначен губернатором Трапезунда и Тифлиса. Топал Осман-паша вошёл в историю как наиболее грозный соперник Надир-шаха, не уступавший ему в хитрости и опыте.

## Сражение
Топал-паша почти сразу же показал свои воинские таланты. Для того, чтобы спровоцировать безрассудное нападение персов, он заметно ослабил свой арьергард, но в течение ночи значительно его усилил. Надир, не зная об этом, направил большую часть своей кавалерии для атаки на османский левый фланг, казавшийся слабым. Но на этом участке персы встретили мощные турецкие позиции и были вынуждены отступить, не предоставив Надиру преимущества в грядущей битве. Тогда Надир принял решение атаковать турок по центру в лобовой атаке и дал приказ 50000 солдат начать атаку. После интенсивного боя турецкий центр был серьёзно продавлен, персы продвинулись к центру турецкого лагеря и даже захватили несколько вражеских орудий. На данном этапе атака 2000 курдов поставила воинов Топал-паши в практически безвыходную ситуацию, но турецкий генерал вовремя восстановил положение, подтянув 20000 солдат из резерва. В начавшейся контратаке турки оттеснили персов и отбили потерянные орудия.

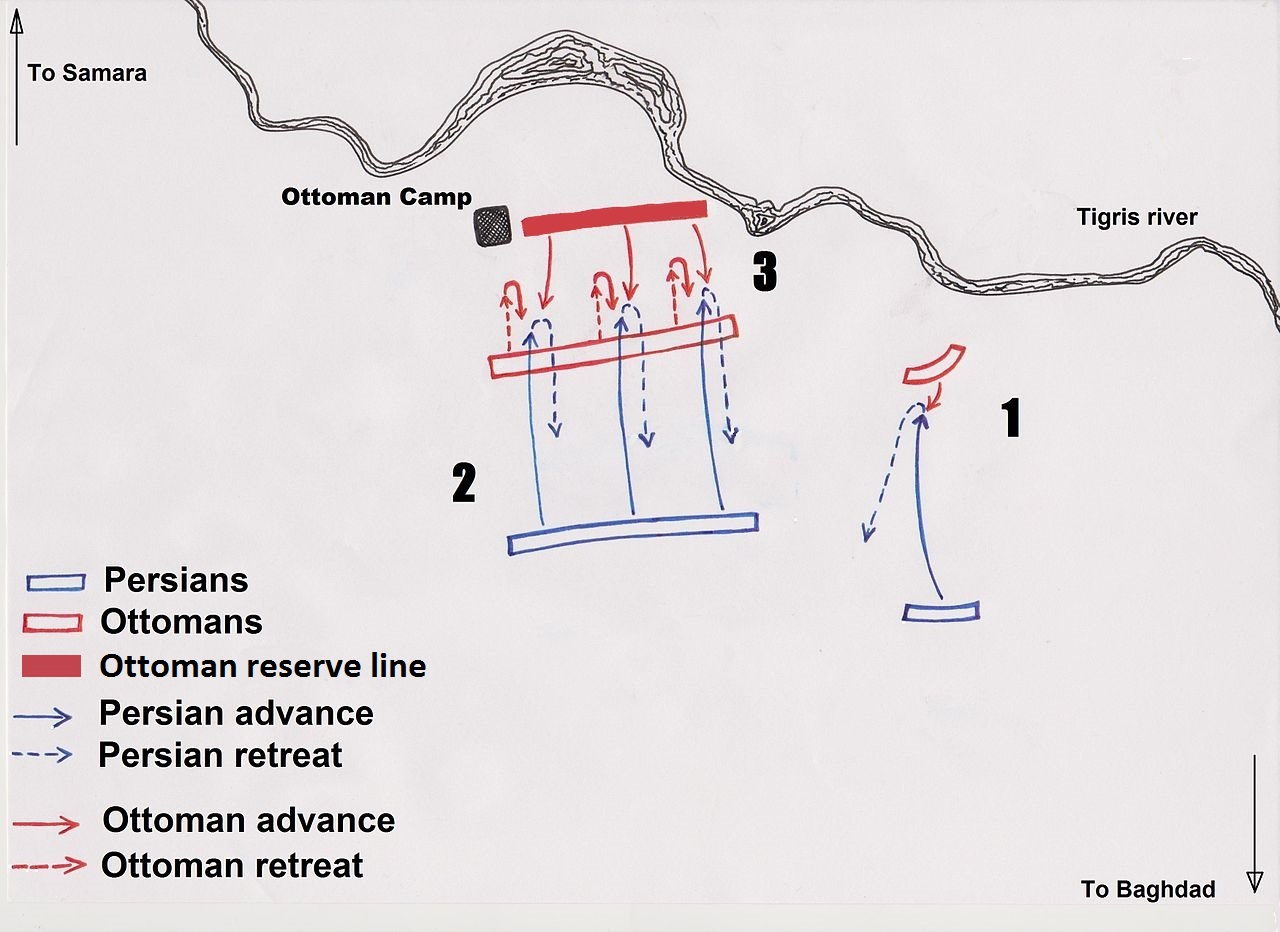
1 Надир не смог получить преимущество против османской позиции из-за скрытых подкреплений Топал-паши, которые тайно прибыли ночью
2 Надир, разочарованный этой неудачей, решается на лобовую атаку и теснит османские позиции по центру
3 Топал-паша подтягивает из резерва 20000 солдат и восстанавливает ситуацию, оттесняя персов. Перевес получает то одна сторона, то другая, пока боевой дух персидской армии не оказался сломлен, и турки. ценой огромных потерь, обратили противника в бегство.

Битва продолжилась. Благодаря выгодному расположению, османская армия имела доступ к воде реки Тигр, находившейся за её спиной, в то время как персы стали страдать от нехватки воды под палящим солнцем Междуречья. Мудрость Топал-паши при выборе позиций ещё раз проявилась, когда во время сражения поднявшийся ветер понес пыль и песок в лицо персам. Наконец, эти бедствия персидской армии усугубились предательством арабского племенного контингента в армии Надира. Все эти факторы в совокупности стали непреодолимыми даже для закаленных в боях воинов Надира.
Даже подтянутый Надиром резерв из 12000 всадников абдали не смог остановить атаку янычар. Персидская армия стала распадаться под давлением османов, и для поднятия боевого духа Надир лично вступил в битву: он проткнул пикой турецкого кавалериста, но и сам был выбит из седла. Слухи о его гибели нанесли смертельный удар по боевому духу персидской армии. Персы побежали, прекратив организованное сопротивление, даже усилия их командиров не смогли восстановить боевые порядки. Надир в первый и последний раз в своей военной карьере был побежден.

## Последствия
Персы потеряли почти половину всей своей армии, в том числе всю артиллерию, значительная её часть попала в руки турок. 30000 персов были убиты или ранены, 3500 попали в плен (500 из них были казнены). Османы, однако, также заплатили суровую цену за победу, потеряв четверть своей армии. Тем не менее, победа положила конец осаде Багдада: Ахмад-паша и его люди, воодушевленные вестями о триумфе Топал-паши на севере, вырвались из-за городских стен и атаковали осаждающих, обратив их в бегство. 24 июля 1733 года Топал Осман-паша торжественно вступил в Багдад.